# Jakkit Wachpirom
Jakkit Wachpirom (Thai: จักรกฤษณ์ เวชภิรมย์; * 26. Januar 1997 in Chanthaburi), auch unter dem Namen Ice (Thai: ไอซ์) bekannt, ist ein thailändischer Fußballspieler.

## Karriere

### Verein
Das Fußballspielen lernte er bis 2014 in der Surasakmontree School in der thailändischen Hauptstadt Bangkok. Seinen ersten Vertrag unterschrieb er beim Erstligisten Bangkok United. Hier absolvierte er 2015 drei Spiele. 2016 wurde er zum Ligakonkurrenten Chainat Hornbill FC ausgeliehen. Für den Verein aus Chainat stand er acht Mal auf dem Spielfeld. Von 2017 bis 2018 wurde er nach Japan ausgeliehen. Hier spielte für die U23-Mannschaft vom FC Tokyo. Die Mannschaft spielte in der dritten Liga der J3 League. Hier kam er 33 Mal zum Einsatz, wobei er zwei Tore erzielte. 2019 wechselte er ebenfalls auf Leihbasis zum thailändischen Erstligisten Samut Prakan City FC nach Saumut Prakan. Hier kam er in der ersten Liga einmal zum Einsatz. Ende November 2019 kehrte er nach der Ausleihe zu Bangkon United zurück. Nach insgesamt drei Spielen für Bangkok United wechselte er in der Winterpause zum Ligakonkurrenten Suphanburi FC. Am Ende der Saison 2021/22 belegte er mit dem Verein aus Suphanburi den 16. Tabellenplatz und musste somit in die zweite Liga absteigen. Für Suphanburi absolvierte er 13 Ligaspiele. Nach dem Abstieg verließ er den Klub und schloss sich im Juli 2022 dem Erstligaaufsteiger Sukhothai FC an. Nach insgesamt 73 Ligaspielen wurde sein Vertrag im Sommer 2025 nicht verlängert. Ende Mai 2025 nahm ihn der ebenfalls in der ersten Liga spielende Uthai Thani FC aus Uthai Thani unter Vertrag.

### Nationalmannschaft
Von 2011 bis 2012 absolvierte Jakkrit Wachpirom 13 Partien für die thailändische U19-Nationalmannschaft, wobei er fünf Tor erzielte.
Für die thailändische U21-Nationalmannschaft stand er dreimal 2018 auf dem Platz. Hier schoss er ein Tor. Von 2015 bis 2016 lief er 15 Mal für die thailändische U23-Nationalmannschaft auf.